# 日本サルヴェージ

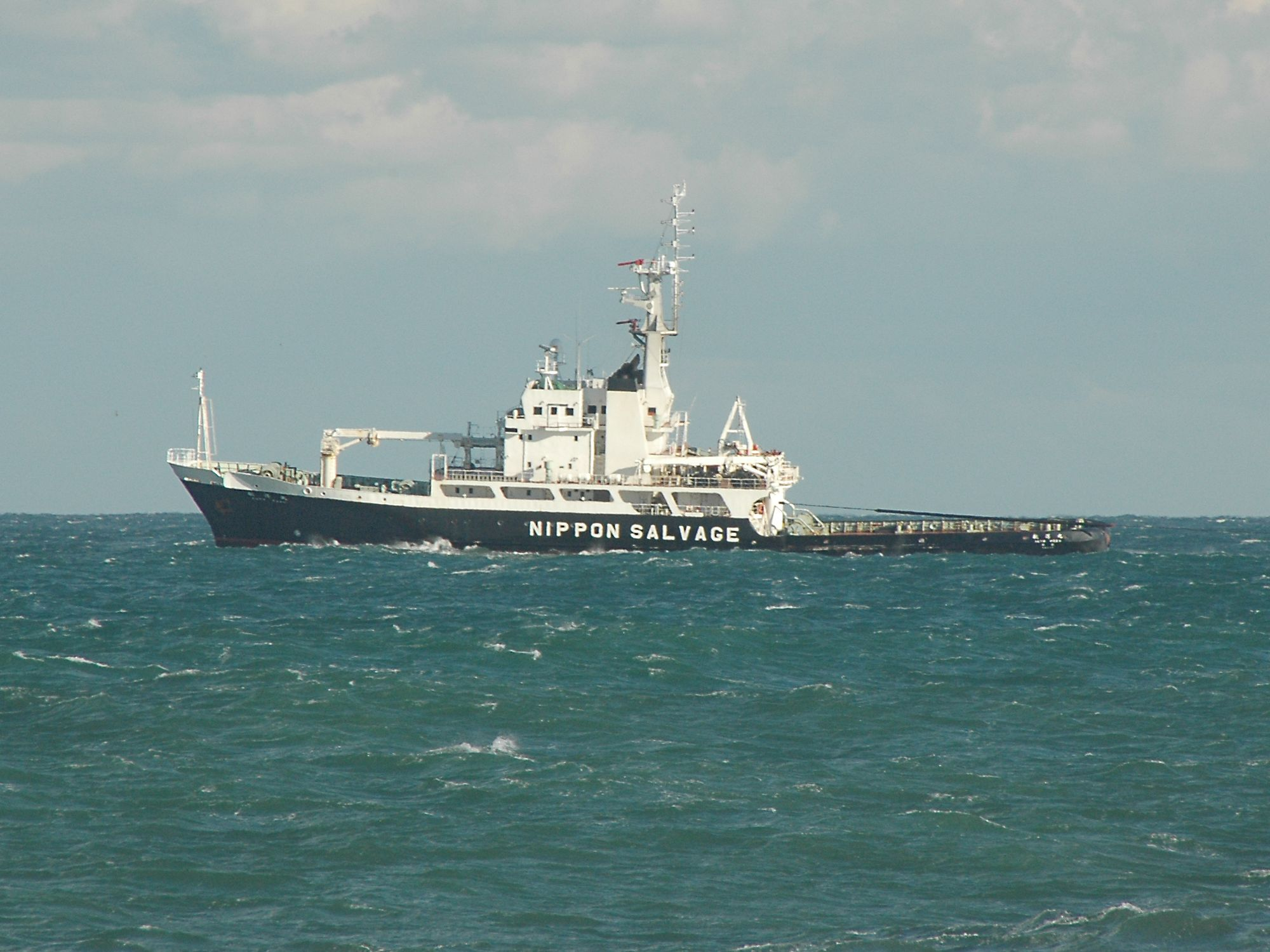
日本サルヴェージの救助船（オーシャンタグ）「航洋丸」

日本サルヴェージ株式会社（にっぽんサルベージ、英: The Nippon Salvage Co., Ltd.）は、東京都大田区に本拠を置く日本のサルベージ会社の一つ。日本サルベージ協会加盟。日本のサルベージ会社では唯一国際救助者連盟へ理事を送り出している。クレーン会社の日本サルベージサービスとは関係ない。

## 概要
1934年（昭和9年）9月21日、日本の損害保険会社主導の下、当時のサルベージ業界の二強であった「帝国サルヴェージ株式会社」と「東京サルヴェージ株式会社」が統合し、日本サルヴェージ株式会社が設立された。太平洋戦争（大東亜戦争）中は、国策として業界を1社に集約した「日本海難救助株式会社」へ統合され、社員・船舶は海軍へ応召、各艦隊へ組み込まれたりしたが、敗戦後は国策会社は廃止され、当初の社名へ変更した。
今日では、シンガポール以東、西太平洋地域では最大のサルベージ会社。国内での同業他社は、深田サルベージ建設等数社存在するが、同社の社名も見てもわかるとおり、そのほとんどは海洋工事などへ業種をシフトしている。日本サルヴェージも海底ケーブルを敷設する工事部門を持っているが、売り上げの大半は海難救助に依存している。このため、現在では日本サルヴェージは自他共に認めるサルベージ業界のリーディングカンパニーといえる。

## 主要船舶
- 海難救助船（サルベージ船）「航洋丸」（2,474総トン、10,000馬力）東京都の尖閣諸島調査団の母船として使用
- 海難救助船（サルベージ船）「早潮丸」（497総トン、4,000馬力）[2]
- 作業台船「開洋」
- 作業台船「海進」[3]
- 作業台船「正国」[4]
- 作業台船「海島」[5]

## 沿革
- 1893年（明治26年）12月、三菱長崎造船所が海難救助事業を開始。
- 1917年（大正6年）、東京サルヴェージ株式会社設立。同年、三菱長崎造船所の海難救助部門・山科海事工業所・松田海事工業所を併合し、日本海事工業株式会社設立。
- 1918年（大正7年）、帝国海事工業株式会社設立。
- 1924年（大正13年）、日本海事工業株式会社と帝国海事工業株式会社が統合し、帝国サルヴェージ株式会社設立。
- 1934年（昭和9年）9月21日、帝国サルヴェージ株式会社と東京サルヴェージ株式会社が統合し、日本サルヴェージ株式会社設立。
- 1937年（昭和12年）、香港港外に坐礁した、浅間丸の救助作業に着手（1938年（昭和13年）救助成功）。この顛末については内藤初穂著「太平洋の女王 浅間丸」に詳述されている。
- 1939年（昭和14年）、上海に事務所を開設。
- 1940年（昭和15年）、東京月島に技術研究所兼潜水技術員養成所を新設。
- 1949年（昭和24年）、水中電気切断の実用化。
- 1965年（昭和40年）、水中電気溶接の実用化。
- 1979年（昭和54年）、海洋事業部を設置。

## 支店
- 門司支店（北九州市門司区田野浦海岸15-73）
唯一の支店であり、救助船および救助チームの基地。過去には、大阪、函館、高松、小樽、上海等に支店を置いていた。

## フィクションへの登場
- 漫画「我が名は海師」は日本サルヴェージがモデルとなっている。この漫画に出てくる「スマット」は、オランダの大手サルベージ会社「スミット（SMIT）」のことと思われる。